# Химчинець
Химчинець, Химчик — річка у Косівському та Снятинському районах Івано-Франківської області, ліва притока Рибниці (басейн Дунаю).

## Опис
Довжина річки приблизно 12 км. Формується з багатьох струмків та 1 водойми.

## Розташування
Бере початок в селі Кривоброди. Тече переважно на південний схід і в селі Новоселиця впадає у річку Рибницю, праву притоку Пруту. 
Населені пункти вздовж берегової смуги: Химчин, Рожнів.